# Acacia leptophylla
Acacia leptophylla é uma espécie de leguminosa do gênero Acacia, pertencente à família Fabaceae.